# Rivallon van Penthièvre
Rivallon van Penthièvre (overleden rond 1152) was van 1148 tot aan zijn dood graaf van Penthièvre. Hij behoorde tot het huis Rennes.

## Levensloop
Rivallon was de tweede zoon van graaf Godfried II van Penthièvre uit diens huwelijk met Havoise, dochter van Jan I van Dol, heer van Combourg en bisschop van Dol-de-Bretagne.
Na de dood van zijn vader in 1148 werd hij samen met zijn oudere broer Stefanus II graaf van Penthièvre. Terwijl zijn broer Penthièvre en Lamballe controleerde, bestuurde Rivallon Moncontour. Vermoedelijk overleed hij rond 1152, aangezien hij toen uit de contemporaine bronnen verdween. 
Voortaan regeerde Stefanus II alleen over het graafschap Penthièvre. Nadat hij in 1164 stierf aan lepra, volgde Rivallons zoon Godfried III hem op.

## Huwelijk en nakomelingen
De naam en afkomst van Rivallons echtgenote zijn niet overgeleverd. Ze kregen een dochter en een zoon:
- Godfried III (overleden rond 1205), graaf van Penthièvre
- Eline, huwde met Godfried van Tournemine